# Marcus’ Children
Marcus' Children – siódmy album studyjny Burning Speara, jamajskiego wykonawcy muzyki reggae.
Płyta została wydana w roku 1978 przez jamajską wytwórnię Blue Mountain Music Ltd. Nagrania zarejestrowane zostały w Harry J Studio w Kingston, a także częściowo w należącym do Island Records studiu Compass Point na Bahamach. Ich produkcją zajął się sam wokalista we współpracy z Karlem Pittersonem. Spearowi akompaniowali muzycy sesyjni z grupy The Black Disciples oraz, na jego specjalne zaproszenie, członkowie londyńskiej grupy Aswad. W Europie album ukazał się pod nazwą Social Living.
W filmie Luca Bessona z roku 1994 pt. Leon zawodowiec ukazana jest scena, w której jeden z bandytów przeszukujących mieszkanie rodziców Matyldy natrafia na pudło pełne starych płyt winylowych. Szczególną uwagę przestępcy zwraca właśnie Marcus' Children Speara w charakterystycznej, trójkolorowej okładce.

## Lista utworów

### Strona A
| 1. | "Marcus Children Suffer" | 4:37  |
|    |                          |       |
| 2. | "Come"                   | 3:53  |
|    |                          |       |
| 3. | "Social Living"          | 2:49  |
|    |                          |       |
| 4. | "Marcus Say Jah No Dead" | 3:57  |
|    |                          |       |
|    |                          | 15:16 |
|    |                          |       |

### Strona B
| 1. | "Marcus Senior"    | 5:09  |
|    |                    |       |
| 2. | "Nyah Keith"       | 4:03  |
|    |                    |       |
| 3. | "Institution"      | 3:29  |
|    |                    |       |
| 4. | "Mister Garvey"    | 4:52  |
|    |                    |       |
| 5. | "Civilized Reggae" | 7:11  |
|    |                    |       |
|    |                    | 24:44 |
|    |                    |       |

## Muzycy
- Donald Griffiths - gitara
- Earl "Chinna" Smith - gitara
- Brinsley "Dan" Forde - gitara
- Donald "Roots" Kinsley - gitara
- Bertram "Ranchie" McLean - gitara
- George "Levi" Oban - gitara basowa
- Robbie Shakespeare - gitara basowa
- Aston "Family Man" Barrett - gitara basowa
- Leroy "Horsemouth" Wallace - perkusja
- Angus "Drummie" Gaye - perkusja
- Sly Dunbar - perkusja
- Ibo Millington - instrumenty klawiszowe
- Hopeton Lindo - instrumenty klawiszowe
- Courtney Hemmings - instrumenty klawiszowe
- Bernard "Touter" Harvey - instrumenty klawiszowe
- Richard "Dirty Harry" Hall - saksofon tenorowy
- Herman Marquis - saksofon altowy
- Vin "Don Drummond Jr" Gordon - puzon
- Rico Rodriguez - puzon
- Dick Cuthell - trąbka
- Bobby Ellis - trąbka